# Gymnopternus hybridus
Gymnopternus hybridus är en tvåvingeart som beskrevs av Robinson 1964. Gymnopternus hybridus ingår i släktet Gymnopternus och familjen styltflugor.
Artens utbredningsområde är Tennessee. Inga underarter finns listade i Catalogue of Life.